# DJ Oliveira
Dirso José de Oliveira (Bragança Paulista, 14 de novembro de 1932 – Goiânia, 23 de setembro de 2005), conhecido como DJ Oliveira (por vezes grafado D.J. Oliveira, pronúncia /de ˈʒɔtɐ oliˈvejɾɐ/), foi um artista plástico e muralista brasileiro, com atuação destacada no estado de Goiás. Sua produção inclui pinturas, gravuras e murais com forte influência expressionista. Além da atividade artística, teve papel central na formação de artistas goianos nas décadas de 1960 e 1970, por meio de sua atuação como professor na Escola de Belas Artes da Universidade Católica de Goiás. Influenciou artistas como Ana Maria Pacheco, Iza Costa, Roosevelt, Sáida Cunha e Siron Franco, impulsionando o circuito artístico, crítico e cultural da região.

## Vida e carreira

### Primeiros anos
Filho de Rosa Capozolli de Oliveira, filha de imigrantes italianos, e de Honorato José de Oliveira, lavrador e operário, DJ se interessou pelas artes visuais desde a infância. Estudou no Grupo Escolar José Guilherme, no qual já demonstrava profundo interesse pelo desenho e por entalhes em madeira. Com onze anos, precisou trabalhar com a venda de jornais para ajudar a família financeiramente.
Ainda durante a infância, DJ projetou um painel através do incentivo financeiro de um tio. O painel lhe rendeu uma oferta de trabalho como executor de cartazes para filmes do Cine Teatro Bragantino. Assim, o artista passou a trabalhar durante o dia e a estudar pintura à noite, no estúdio de Luiz Gualberto, que tinha suas influências artísticas em Colette Pujol. Nesse período, DJ aprende a técnica de óleo sobre tela. Diante do potencial de DJ, Luiz Gualberto o incentiva a se mudar para a cidade de São Paulo para continuar seus estudos em arte.

### Formação artística em São Paulo (SP)
Aos 14 anos, DJ se muda para São Paulo. Após 4 anos, o artista começa a trabalhar como operário em uma fábrica têxtil, na qual aprende sobre o processo de aplicação de estampas, o que futuramente contribuiria em sua técnica de gravura. Como atividade profissional, Dirso também realizava serviços de restauração e retoque de fotografias antigas.

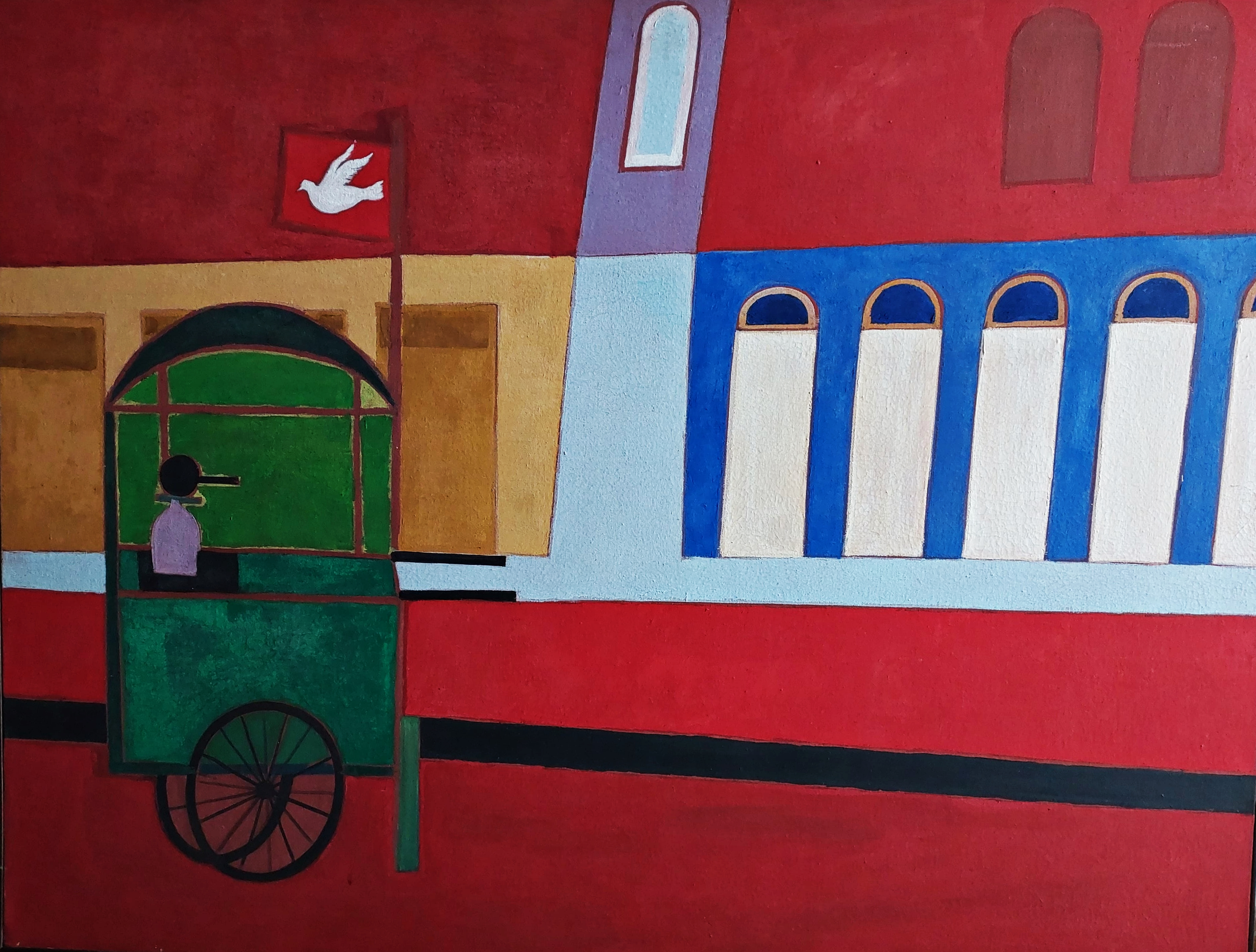
Fachada e Carrinho de Pipocas. Obra de DJ Oliveira que reflete as influências de seus mestres paulistas, adaptadas à síntese regional

Nesse período em São Paulo, DJ trabalhou também na oficina de decorações de Ângelo de Sordi, o que lhe ocasionou a convivência com diversos artistas do núcleo Acadêmicos do Braz. Dirso foi orientado por Francisco Priori, artista pertencente ao grupo, que posteriormente o levou para a Associação Paulista de Belas Artes, na qual passou a ser orientado sobre pintura e desenho por Laurindo Galante e Arcângelo Ianelli. Paralelamente à sua formação acadêmica, Oliveira engajou-se em atividades coletivas com outros artistas, dedicando-se a práticas como o desenho de modelo vivo, a representação de nus artísticos e a pintura de paisagens em sessões realizadas ao ar livre.
Francisco Priori também o apresentou ao Grupo Santa Helena, coletivo de artistas modernistas atuantes em São Paulo. Oliveira passou a frequentar regularmente o ateliê do grupo, integrando-se ao seu círculo em virtude do ambiente propício ao desenvolvimento técnico e estético, favorecido pela convivência e troca de experiências com nomes como Alfredo Volpi, Fulvio Penacchi, Aldo Bonadei, Clóvis Graciano, Rebolo Gonzáles, Santa Rosa e Mário Zanini.
No ano de 1954, Oliveira conhece Luciano Maurício, importante pintor e cenógrafo em São Paulo, com quem passou a trabalhar como auxiliar. Nessa função, participou da execução de diversos cenários teatrais, incluindo os do Balé do IV Centenário de São Paulo, além de produções realizadas para a TV Tupy.
Em 1955, Oliveira participou de sua primeira exposição, uma mostra coletiva promovida pelo Clube de Artistas no Teatro Municipal de São Paulo, na qual apresentou desenhos de nu artístico.

### Desenvolvimento da carreira no Centro-Oeste

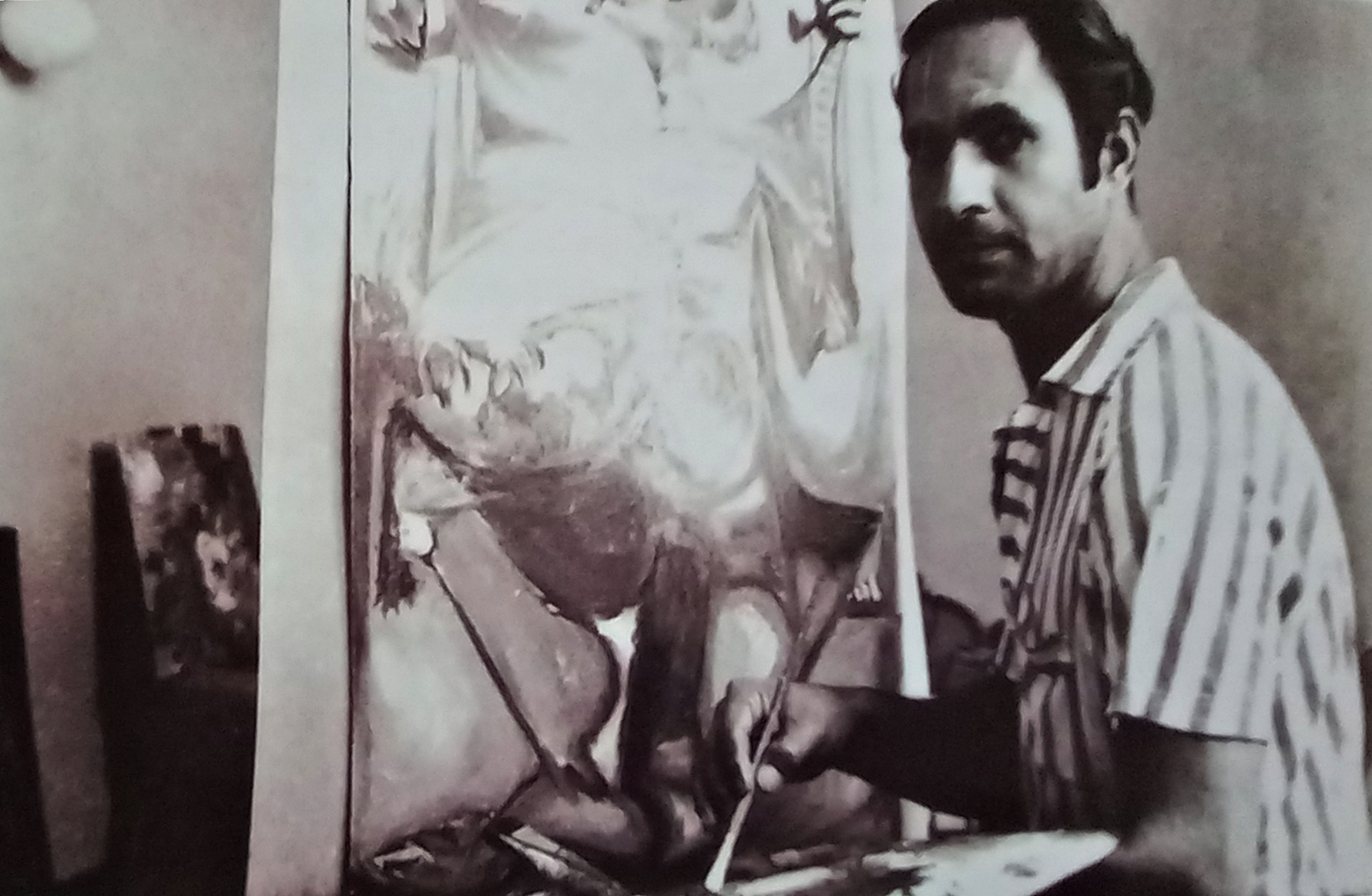
Fotografia de DJ Oliveira em seu primeiro ateliê em Goiânia, em 1957

Em 1956, Oliveira mudou-se para Goiânia. Inicialmente, trabalhou como pintor de paredes, mas logo estabeleceu contato com Agostinho de Souza e Juca de Lima, que trabalhavam em uma oficina de pintura produtora de letreiros, placas e fachadas comerciais. Passou, então, a integrar a equipe do ateliê. Nos períodos livres, reunia-se com os dois colegas para retomar a prática da pintura de paisagem ao ar livre – atividade ainda incomum na cidade, que causava estranhamento entre os moradores, mas que, com o tempo, contribuiu para aproximar a população do trabalho artístico.
Posteriormente, Oliveira estabeleceu um ateliê-oficina no centro de Goiânia, onde continuou produzindo letreiros, além de painéis e murais destinados a fachadas, vitrines e interiores de comércios. Também se dedicou à criação de decorações para bailes de carnaval e passou a ser recorrentemente contratado para decorar eventos promovidos por instituições como o Jóquei Clube de Goiás, o Country Clube e a Boite Lizita.

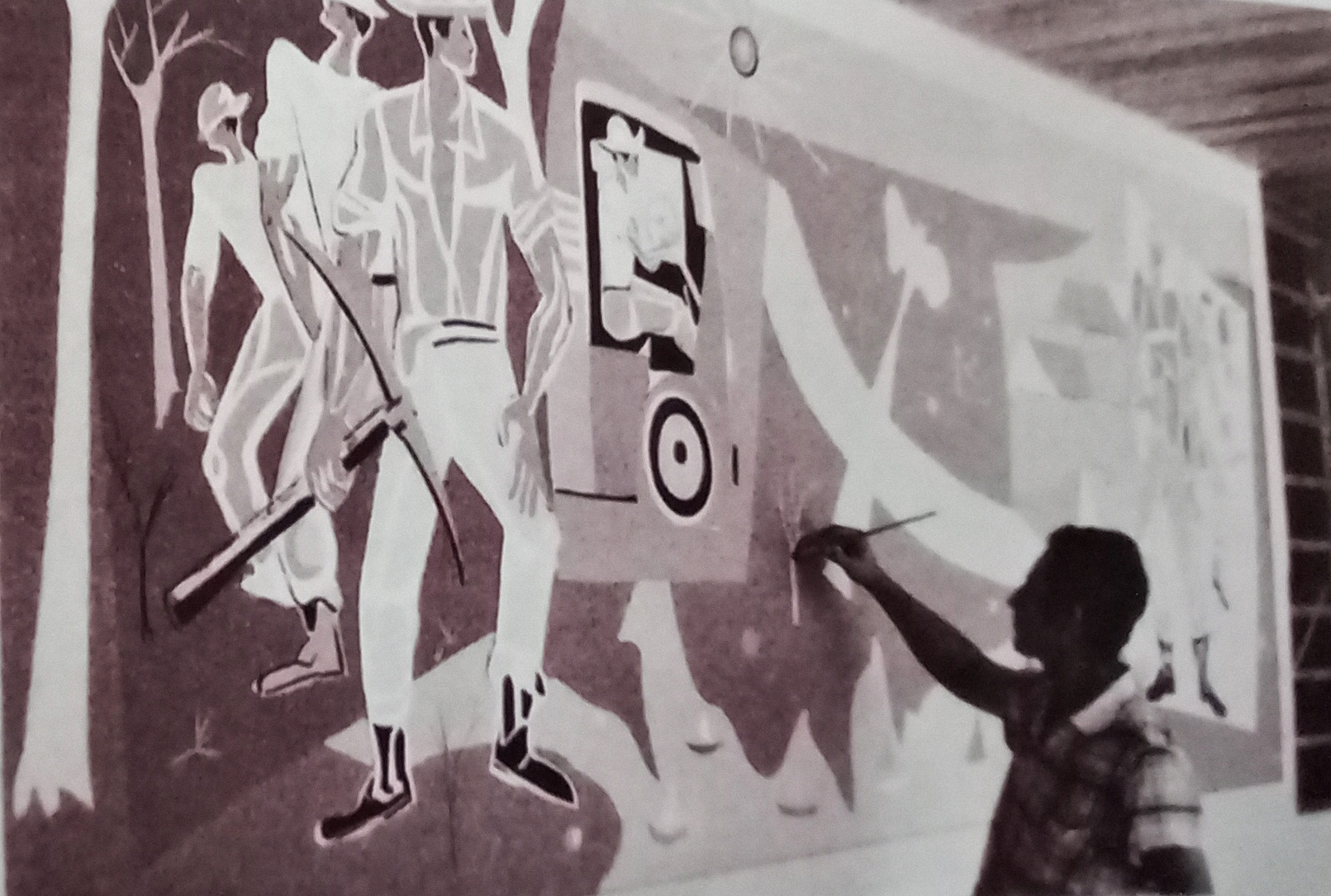
DJ Oliveira executando mural "Candangos Heróicos" em Brasília, no restaurante do SAPS, em 1957

Nesse período, recebeu uma encomenda do médico Omar Carneiro para a realização de um mural na fachada de sua residência, o que lhe rendeu outras solicitações similares em Goiânia, Brasília e cidades do entorno.
Em 1960, Oliveira conheceu o ator e diretor teatral João Bênnio e passou a integrar o núcleo artístico “Bênnio e seus Artistas”, colaborando na criação de cartazes e atuando como cenógrafo, cenarista e figurinista. Nesse contexto, teve papel importante na introdução da cenografia moderna no estado de Goiás. À época, Bênnio dirigia o Teatro de Emergência do Estado e convidou Oliveira a instalar seu ateliê nos fundos do palco da instituição. O ateliê se transformou em um ponto de encontro para artistas e intelectuais da cidade, contribuindo para a efervescência cultural local.
Em 1961, Dirso é convidado pelo professor Luiz Curado a integrar o corpo discente da Escola de Belas Artes da Universidade Católica de Goiás, assumindo as cadeiras de desenho e pintura. Durante seu trabalho, transformou a sala de aula em uma oficina prática, incentivando a atuação artística dos alunos e o desenvolvimento da liberdade criativa. Embora não fosse responsável pela cadeira de gravura, Dirso teve papel fundamental na introdução e consolidação dessa técnica na instituição, especialmente nas modalidades de xilogravura e gravura em metal.
Em 1968, com o aumento da repressão da Ditadura Militar Brasileira, o Teatro de Emergência foi desativado e o ateliê de DJ passou para a Escola de Belas Artes. O público que frequentava o ateliê do artista aumentou consideravelmente com a incorporação de professores, alunos e jovens que não tinham condições de pagar pelo curso regular. Dentre os artistas que frequentaram assiduamente o ateliê e puderam, nesse ambiente, desenvolver sua arte, destacam-se Ana Maria Pacheco, Iza Costa, Roosevelt, Sáida Cunha e Siron Franco. DJ, juntamente com Frei Confaloni, Henning Gustav Ritter e Cleber Gouvêa, ajudaram a criar e consolidar um ambiente de efervescência cultural em Goiânia entre as décadas de 1960 e 1970.

### Período no Rio de Janeiro

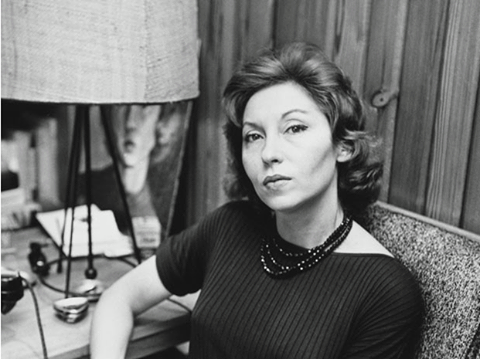
Clarice Lispector em seu gabinete. Ao fundo, à esquerda, é possível visualizar um dos retratos pintados por DJ Oliveira em sua passagem pelo Rio de Janeiro

Em 1966, DJ Oliveira passou uma temporada no Rio de Janeiro, hospedando-se em Copacabana. Durante esse período, contou com o apoio do diplomata Lauro Moreira, então casado com Marly de Oliveira, o que garantiu conexões com a cena cultural da cidade, incluindo nomes como Manuel Bandeira, Carlos Drummond de Andrade e Clarice Lispector.
Na cidade, DJ produziu mais de 20 obras, incluindo retratos de Marly de Oliveira e Clarice Lispector. Clarice demonstrou grande apreço por um de seus retratos, dispondo-o em sua sala particular e sendo fotografada ao lado da pintura em inúmeras ocasiões. Ao fim da estadia, foi organizada uma exposição privada em um apartamento na Praia de Botafogo, reunindo nomes do meio diplomático e cultural. A mostra apresentou mais de vinte obras inéditas do artista e recebeu cobertura da imprensa carioca. Na exposição, DJ foi convidado pelo Governo da Checoslováquia, mediante Conselheiro Cultural presente na mostra, para pintar um painel no Museu da Guerra, da cidade de Lídice - obra que realizaria anos mais tarde, em sua passagem pela Europa.
Como aprendiz de DJ, o pintor Siron Franco acompanhou o mestre nessa viagem, adquirindo contatos, experiências e inspirações.

### Período na Europa

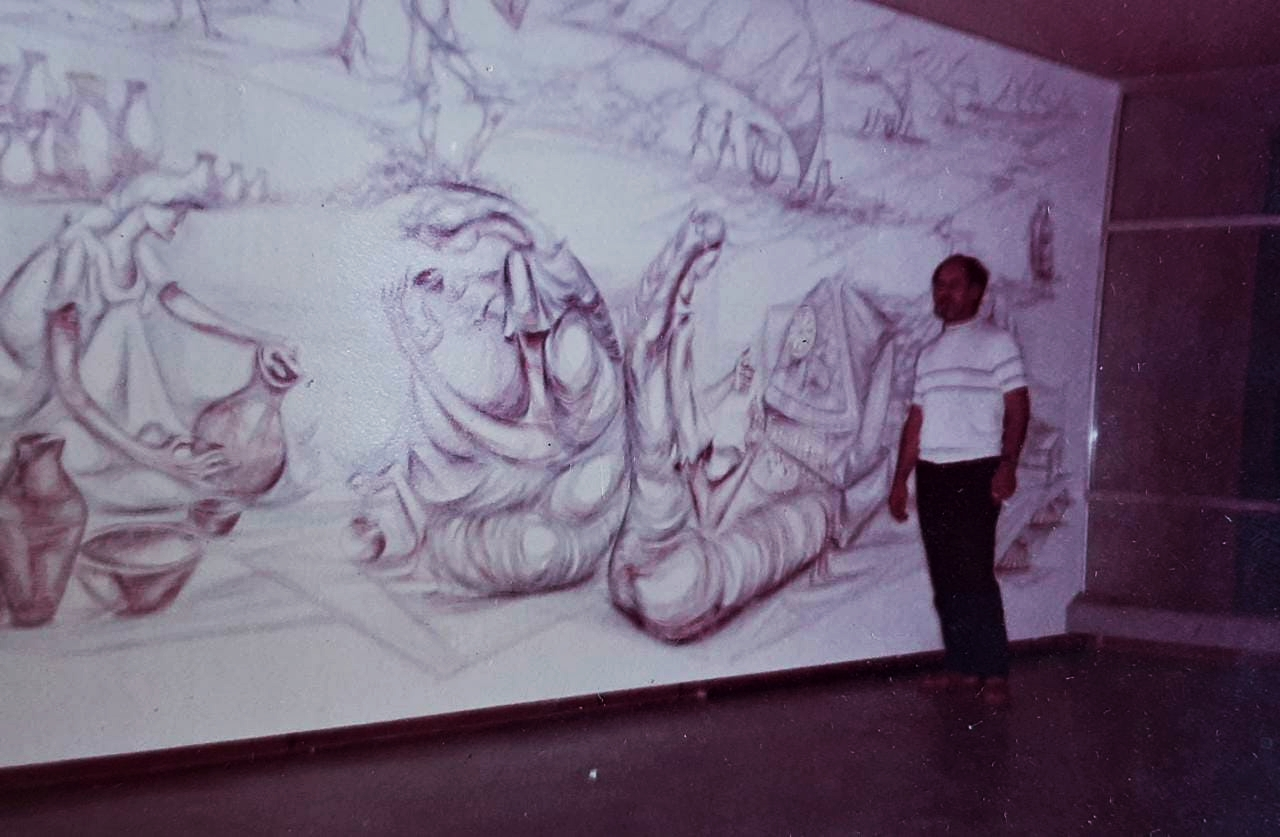
Fotografia de DJ Oliveira em 1969, junto a um de seus murais em Madrid

Em 1968, em reconhecimento à atuação de Dirso como professor na Escola de Belas Artes, o então reitor da Universidade Católica de Goiás concedeu ao artista um estágio remunerado em uma escola de artes gráficas em Madrid, na Espanha. Durante o estágio, Dirso aprimorou suas técnicas de gravura e pintura em murais. 
Nesse período, também percorreu diversos países europeus para ampliar seu repertório artístico, sendo influenciado principalmente por El Greco, Francisco de Goya e Pablo Picasso. DJ Oliveira passou por países como Holanda, Itália, França, Inglaterra, Suíça e Checoslováquia - deixando produções em alguns desses locais. Em destaque, realizou uma exposição individual na Maison du Brésil na França, executou dois murais na Cidade Universitária de Madrid e pintou um painel no museu de Lídice, Checoslováquia, em homenagem às vítimas do Massacre de Lídice.

### Volta ao Brasil e mudança para Luziânia

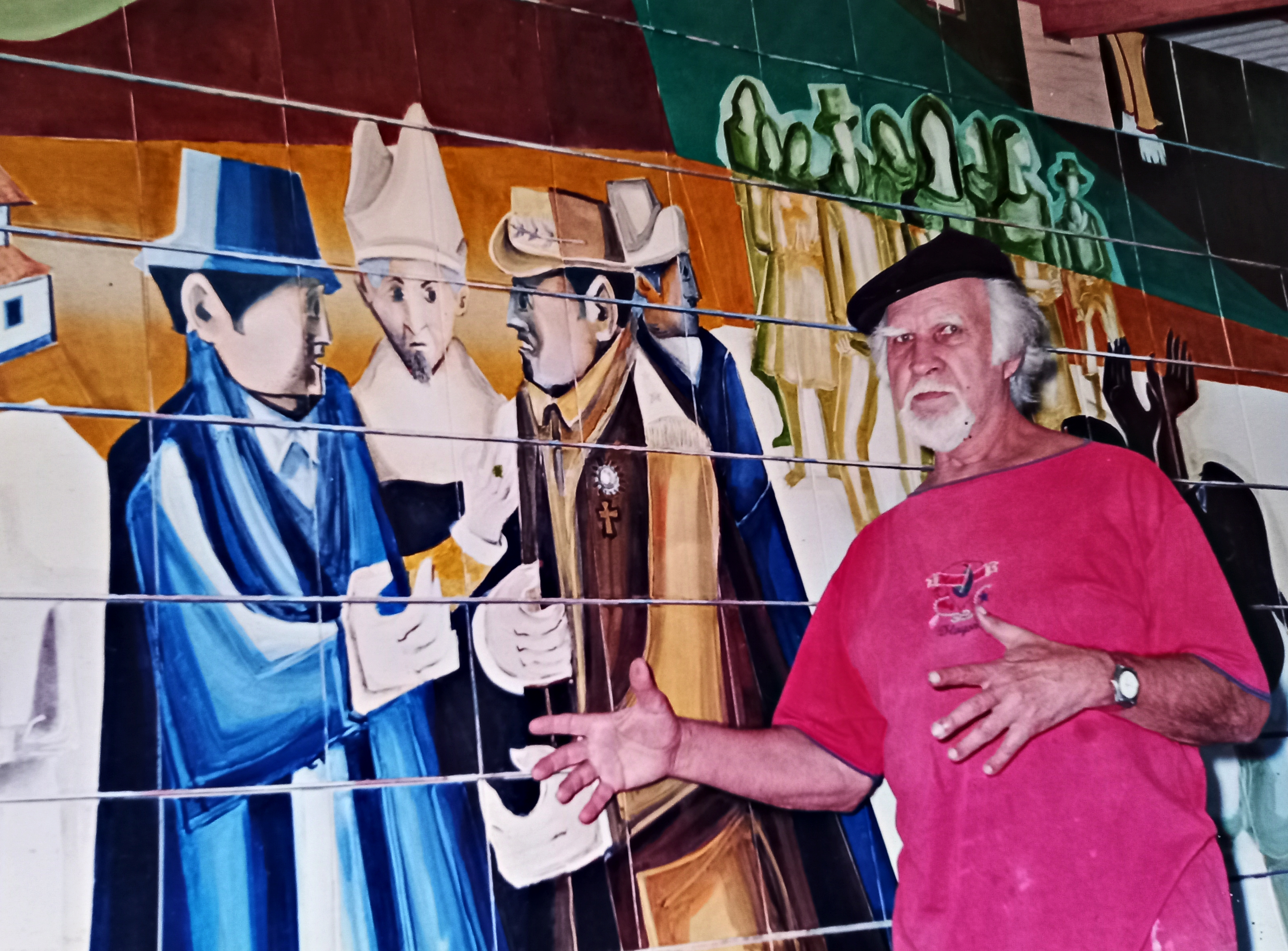
Fotografia de DJ Oliveira junto a um de seus murais em Luziânia, no ano de 2000

Em 1970, DJ Oliveira retorna a Goiânia, reassumindo sua posição de professor e reabrindo seu ateliê. Dois anos depois, deixa seu posto na universidade, alegando cansaço com o circuito social do meio artístico. Em 1973, muda-se para Luziânia, cidade localizada no interior de Goiás, próxima ao Distrito Federal, motivado pelo desejo de reclusão. Na nova cidade, encontrou inspiração e estímulo para sua produção artística, retomando suas atividades artísticas com grande produtividade. 
Nas três décadas seguintes, DJ Oliveira realizou uma produção artística extensa, com mais de uma centena de obras. Em seu ateliê, continuou a realizar pinturas e gravuras utilizando das mais diversas técnicas (da xilogravura à gravura em metal). Fora dele, produziu murais e painéis sob encomenda para espaços públicos e privados localizados em municípios de diversos estados, especialmente Goiás, Distrito Federal e Tocantins (ver Lista dos principais murais e painéis). Nesse período, também foi indicado e assumiu a 13ª cadeira da Academia de Letras e Artes do Planalto. Os projetos desenvolvidos contribuíram para a consolidação de sua influência na cena artística regional. 

### Últimos anos
Nos últimos anos de vida, Dirso continuava a pintar e planejava desenvolver diversos projetos, entre eles a restauração de seus murais em esgrafito na Universidade Federal de Goiás (UFG) e a conclusão de murais em Palmas. Contudo, o artista faleceu em 23 de setembro de 2005, aos 72 anos, em decorrência de complicações pulmonares, possivelmente agravadas devido à exposição contínua a substâncias utilizadas em seu trabalho artístico.

## Produção artística

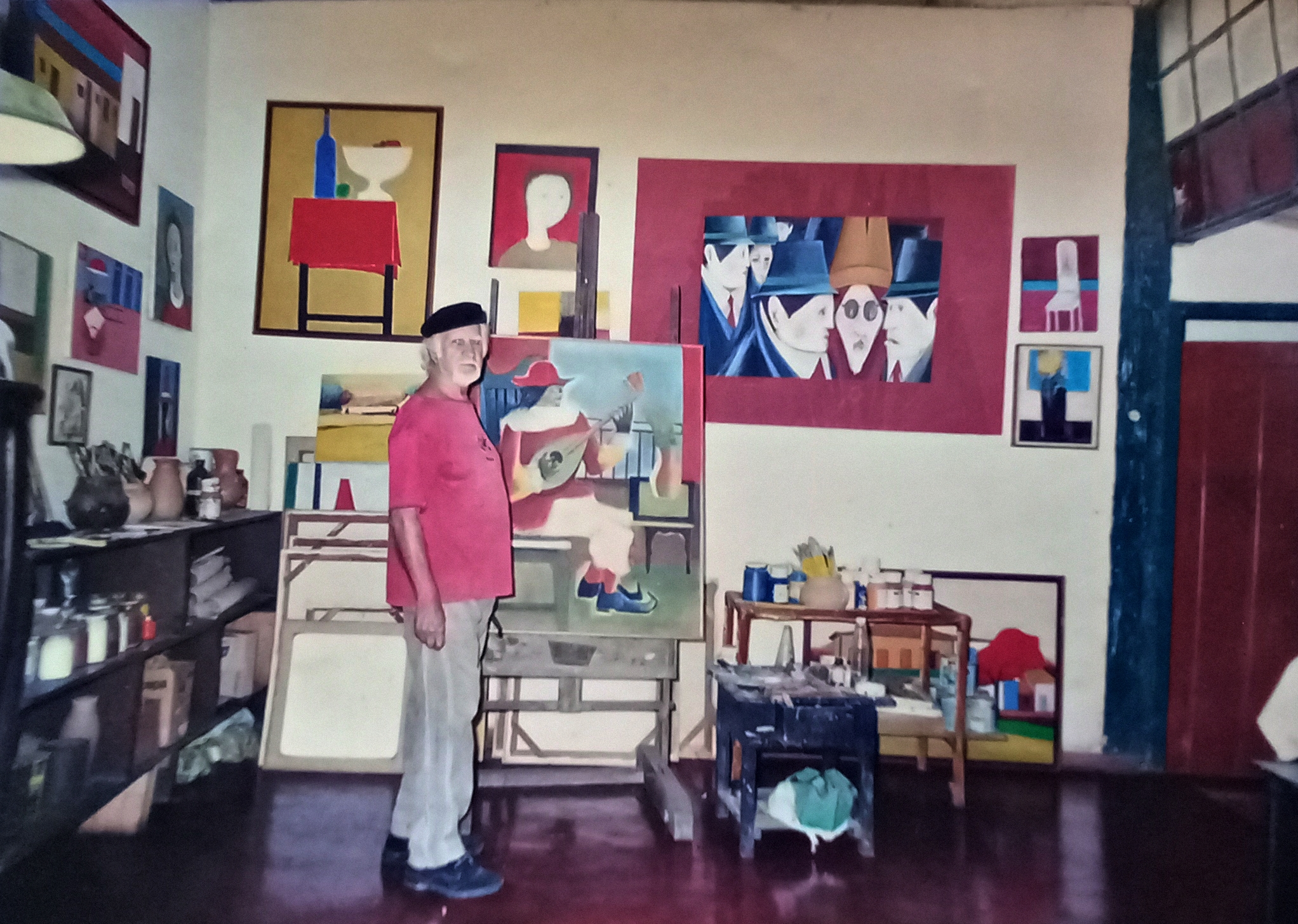
Fotografia de DJ Oliveira junto às suas obras no ano de 2000 no ateliê em Luziânia

DJ Oliveira foi um artista modernista que se expressou por meio da pintura, gravura e muralismo, desempenhando papel fundamental no desenvolvimento do expressionismo e das artes plásticas no geral no estado de Goiás. De acordo com Divino Sobral “Com sua arte e seus ofícios se tornou retratador da gente, desenhista da paisagem e narrador visual da História de Goiás”. Para o crítico, a produção de DJ Oliveira é essencialmente figurativa e expressiva, de caráter narrativo e retórico, estabelecendo vínculos com a história, a literatura e a religião. O artista apropriou-se dos códigos da arte moderna para construir uma linguagem visual voltada à elaboração de um discurso regionalista, operando com referências locais sem abdicar da sofisticação formal, contribuindo à formação de uma dimensão ética e estética nas artes plásticas regionais.
DJ Oliveira foi um artista multifacetado, que trabalhou com uma variedade de materiais e técnicas, incluindo tinta a óleo, têmpera, impressão tipográfica e emborrachada, afresco, esgrafito, além de matrizes de madeira, ferro e cerâmica vitrificada. Nesse sentido, além da pintura, Dirso contribuiu ao desenvolvimento das técnicas em gravura e se tornou referência como muralista em sua região de atuação. De acordo com Amaury Menezes “O conceito do artista como muralista não foi uma avaliação da crítica, mas fruto do seu intenso trabalho, pois, como se trata de uma obra exposta ao público, foi deste o julgamento que o consagrou como um mestre. O mural é a arte com dimensão social”.

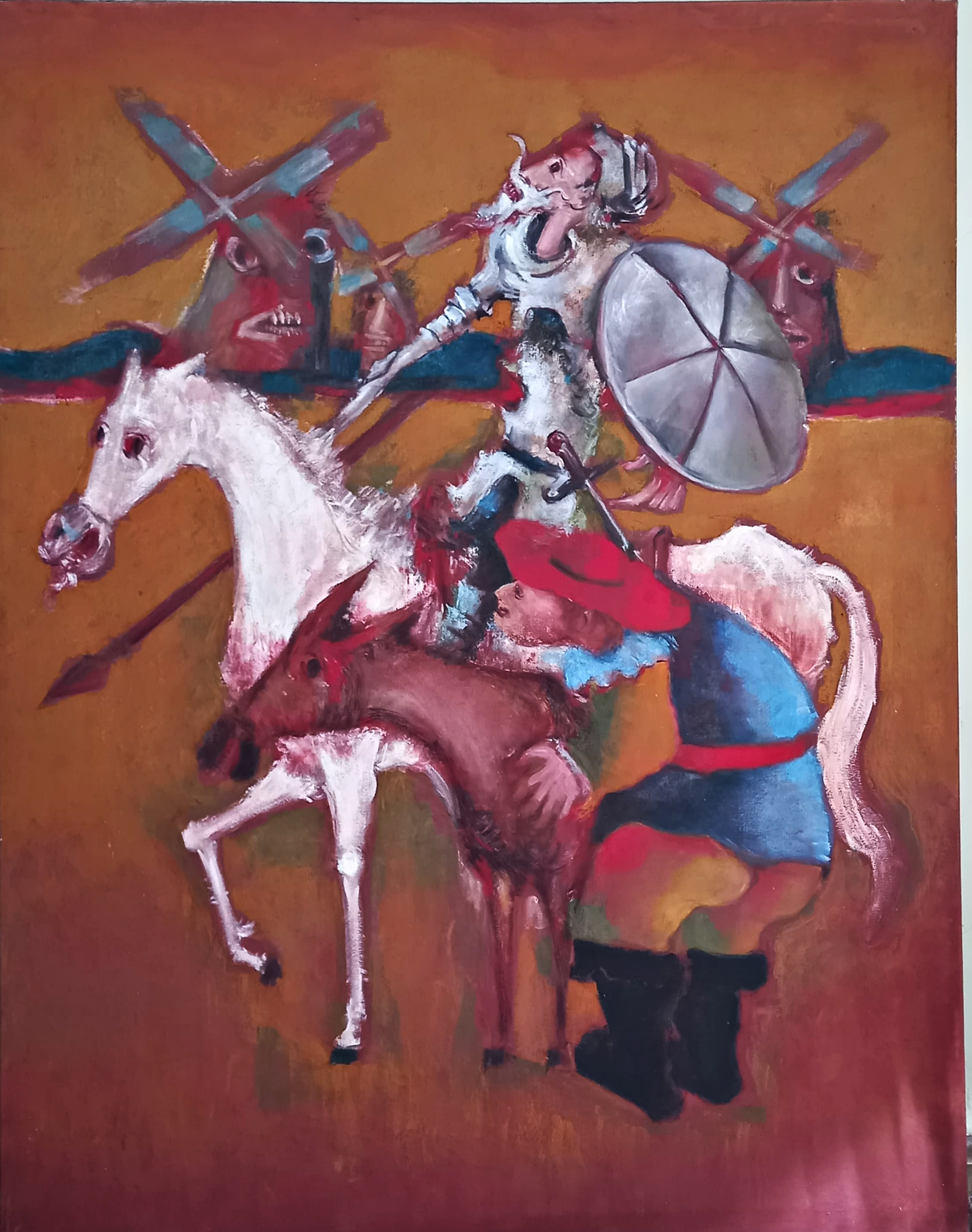
Dom Quixote e Sancho Pança. DJ Oliveira

O imaginário da literatura mundial também exerceu influência significativa na obra do artista, com referências marcantes a obras como Divina Comédia, de Dante Alighieri; El ingenioso hidalgo Don Quixote de La Mancha, de Miguel de Cervantes; e Os Sertões, de Euclides da Cunha. Além disso, a religiosidade esteve amplamente presente em sua produção por meio da narrativa literária e imagética da Via Sacra.
De acordo com o crítico Divino Sobral, a produção artística de DJ Oliveira inscreve-se no campo do expressionismo, não apenas por traços estilísticos, mas também pela dimensão ética e simbólica de sua obra. Sua linguagem pictórica é marcada por deformações físicas das figuras humanas, que funcionam como signos das distorções morais e sociais observadas pelo artista. A crítica assinala que o espaço em suas obras é concebido como um cenário dramatizado, no qual se representam episódios da história oficial e do cotidiano, constantemente mediados por um olhar crítico e que dimensiona os conflitos estruturais da sociedade moderna. Ambientes como a cidade e suas periferias, espaços circenses, territórios ferroviários isolados e antigas localidades históricas são representados com atmosfera alegórica, operando como palco das tensões sociais e históricas representadas pelo artista.

### Algumas pinturas e gravuras do artista

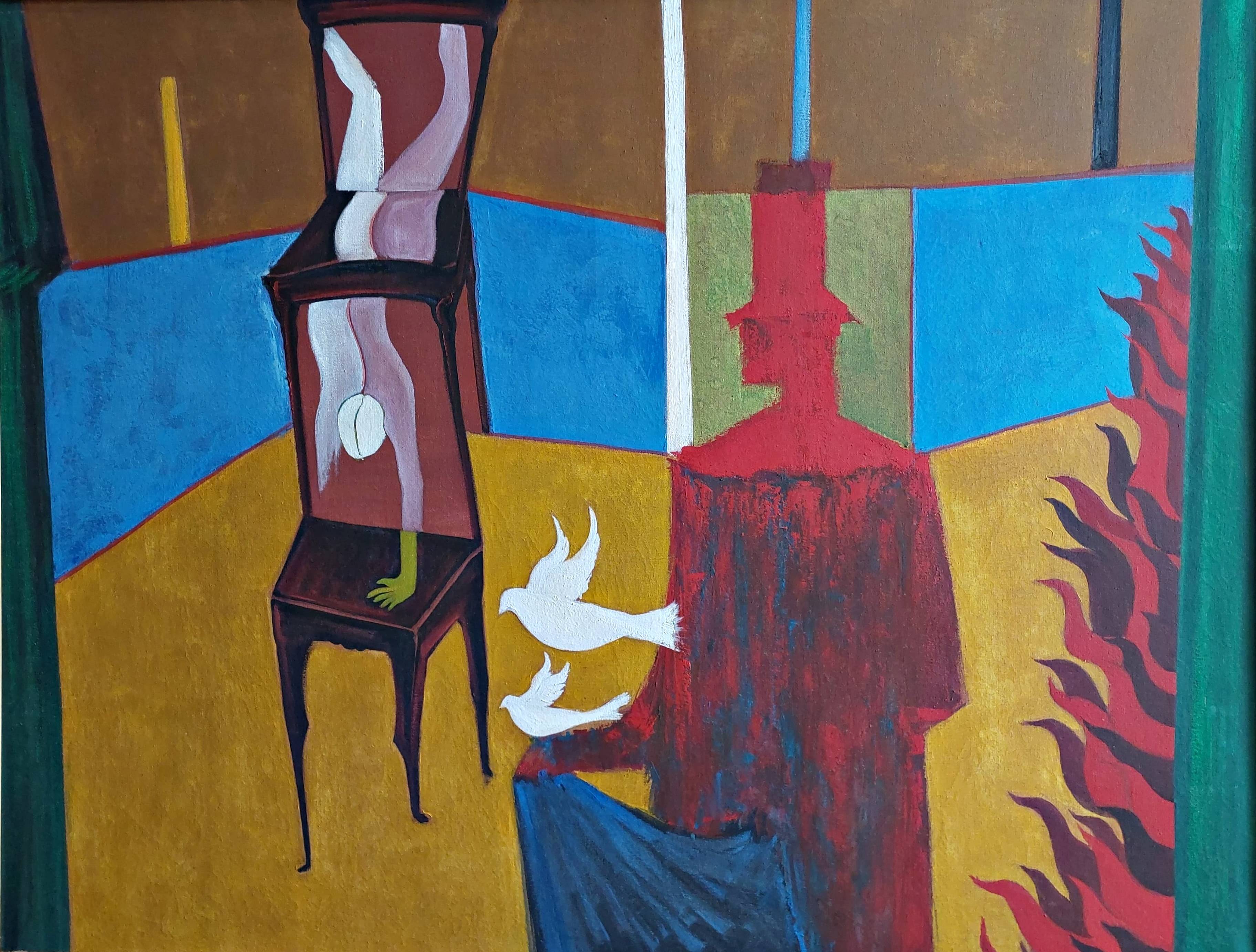
Mágico (1994)
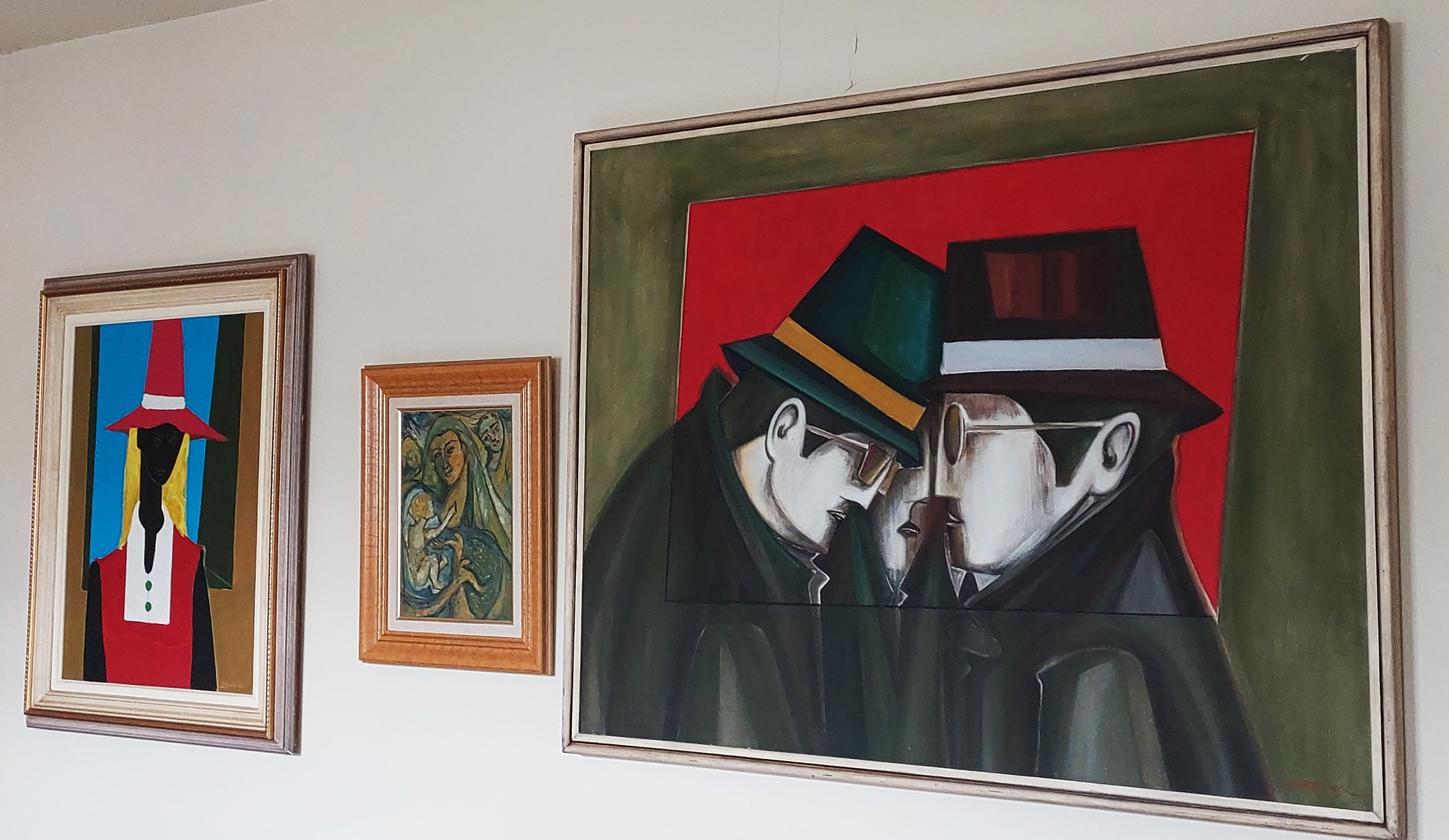
Obras de coleção particular: Mulher com Chapéu Vermelho, Madona e Os Conspiradores
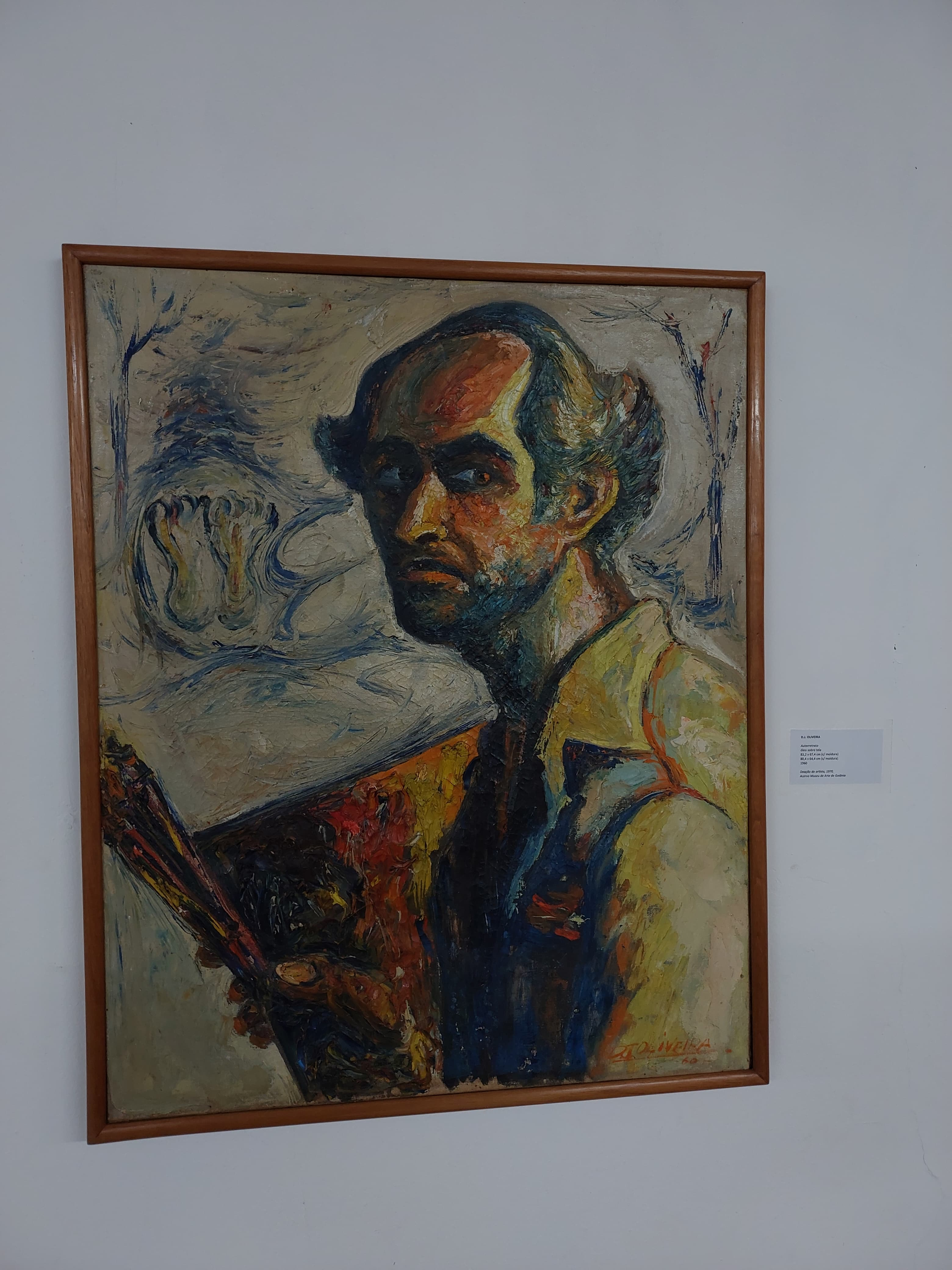
Autorretrato (1970), em exposição A primeira coleção histórica do MAG no Museu de Arte de Goiânia
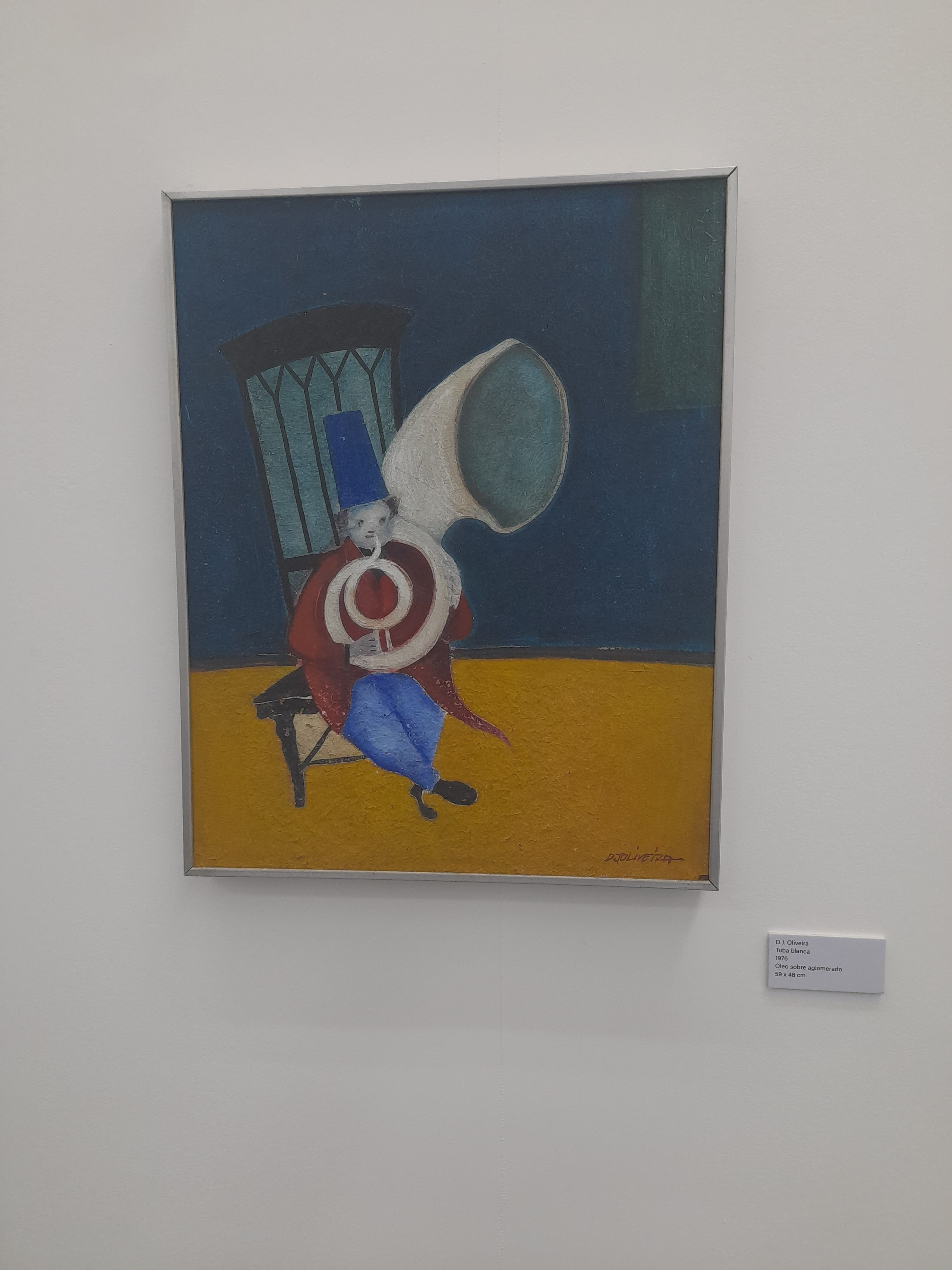
Tuba Blanca (1976), em exposição Minha vida está aqui”, por Sáida Cunha, no Centro Cultural Octo Marques
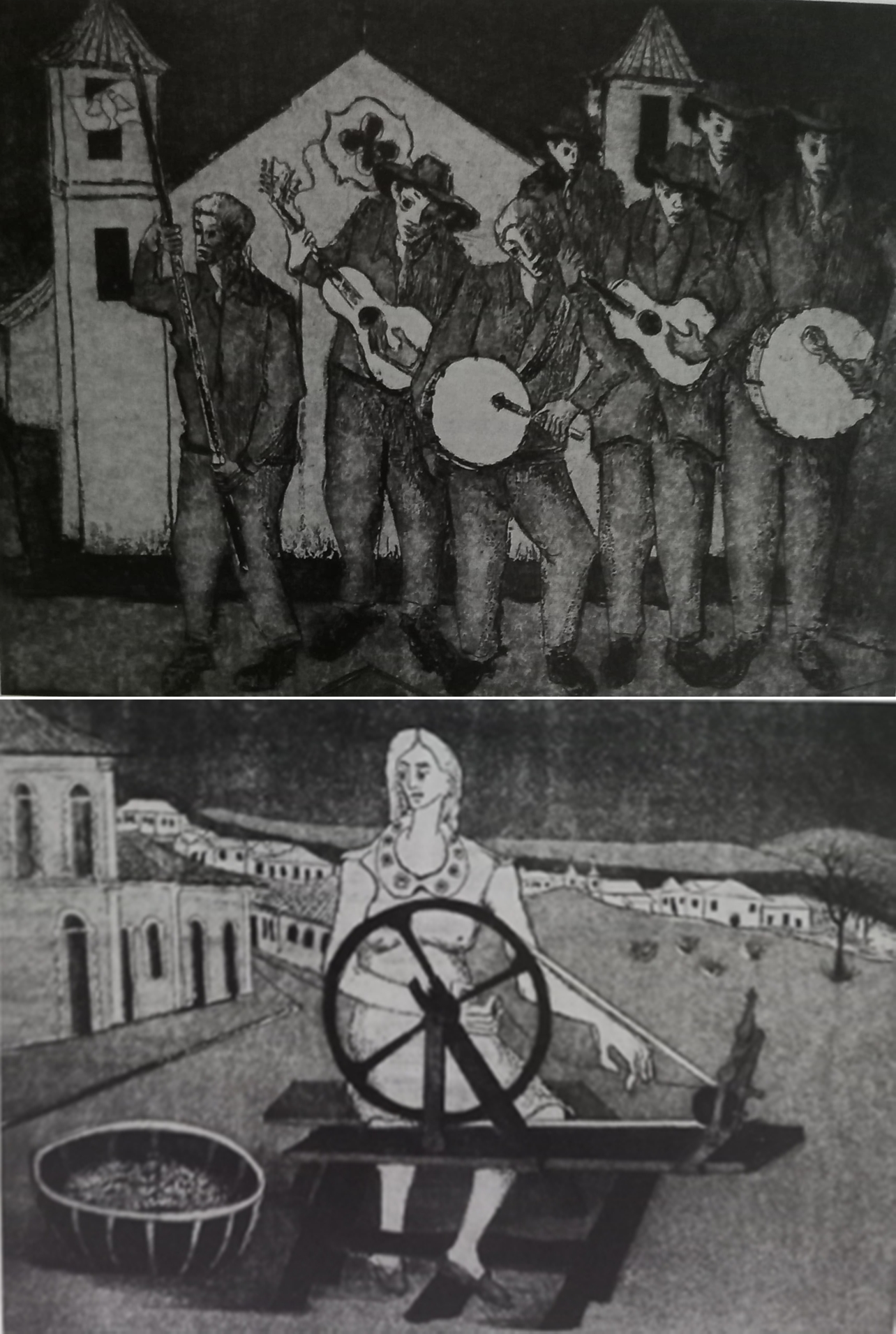
Duas obras realizadas com a técnica de calcografia
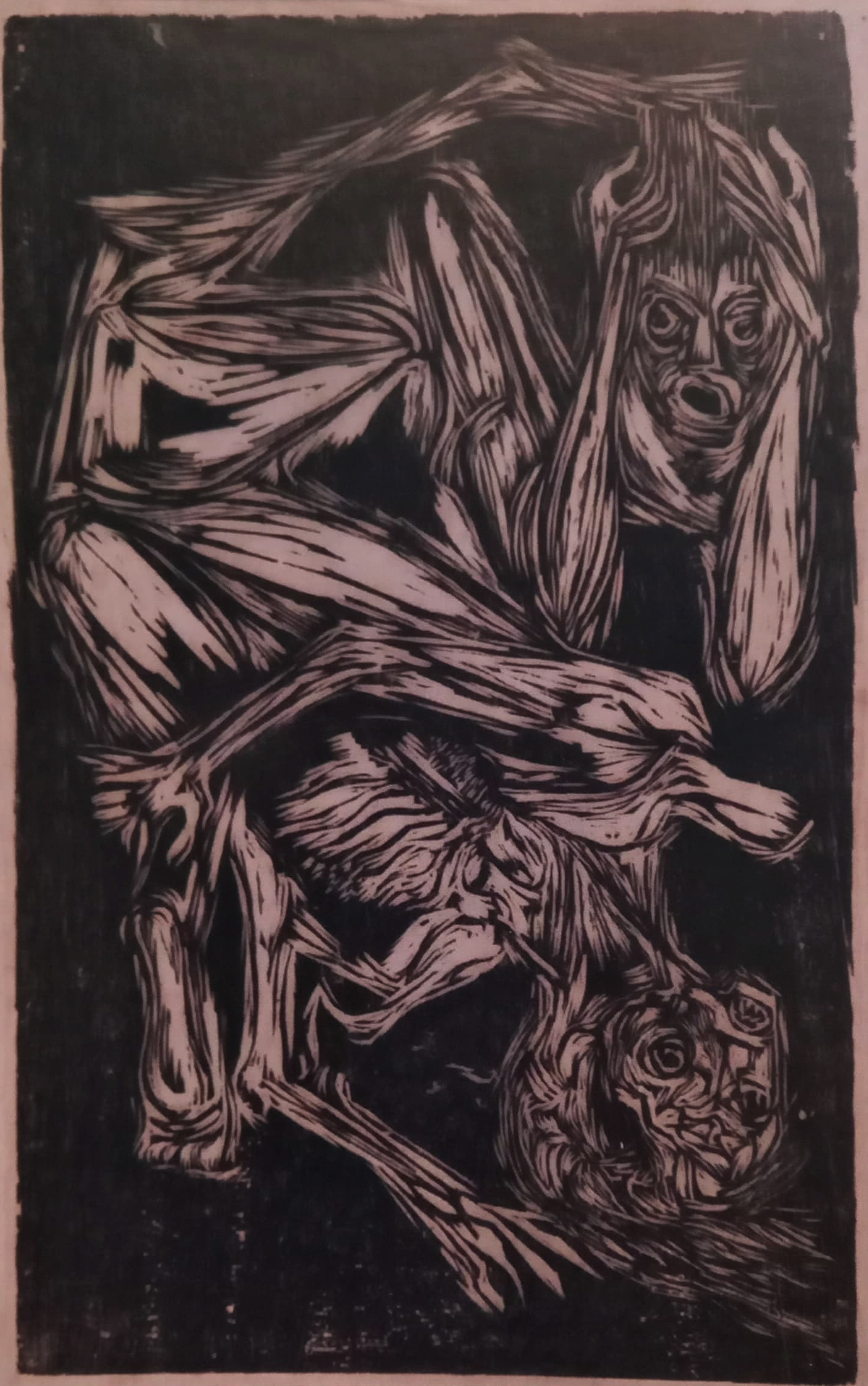
Quando do corpo sai a alma feroz do suicida (1967), xilogravura

### Alguns murais do artista

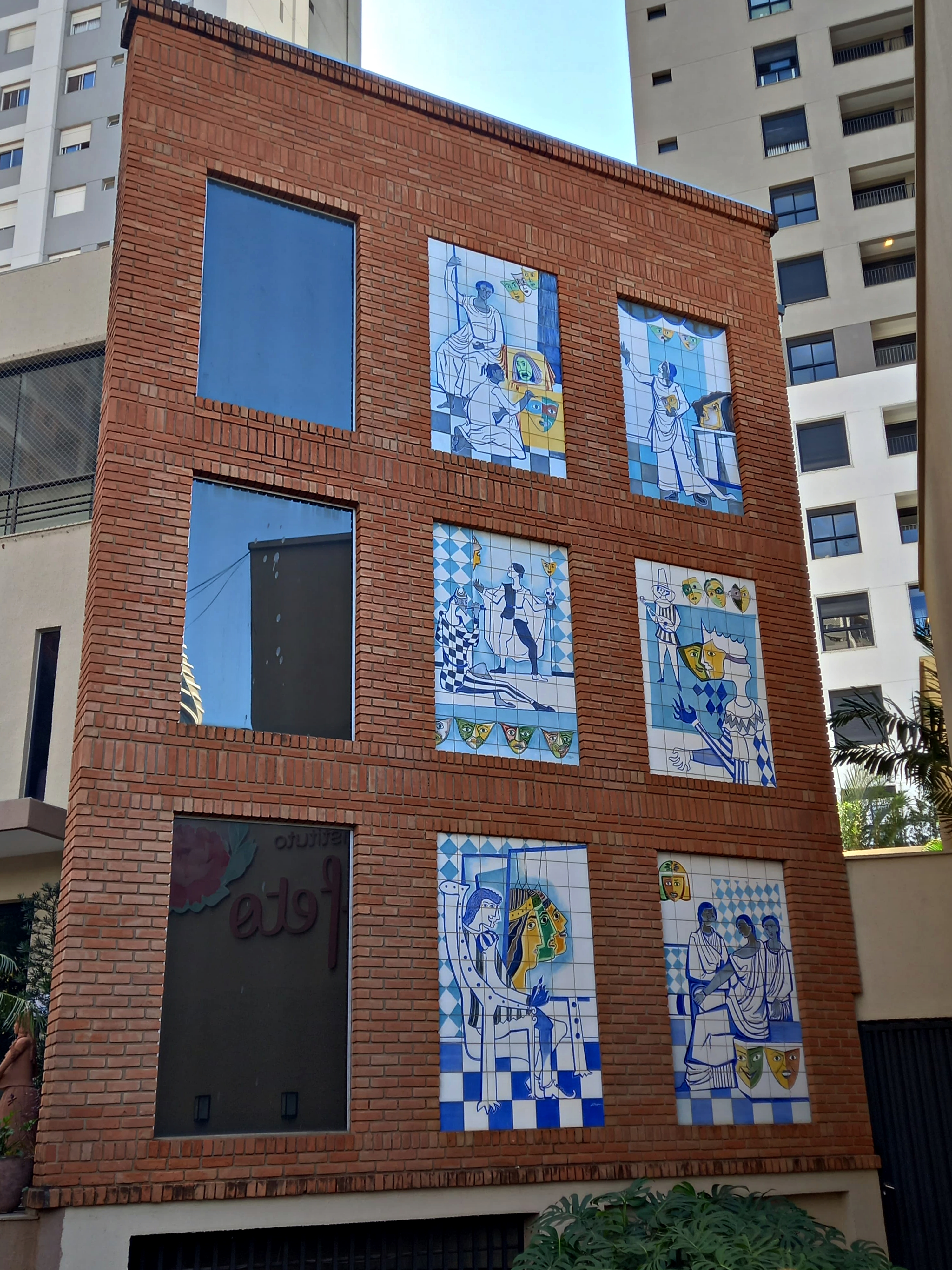
Painel com 6 cenas (1995), Ed. Pequeno Hans, em Goiânia
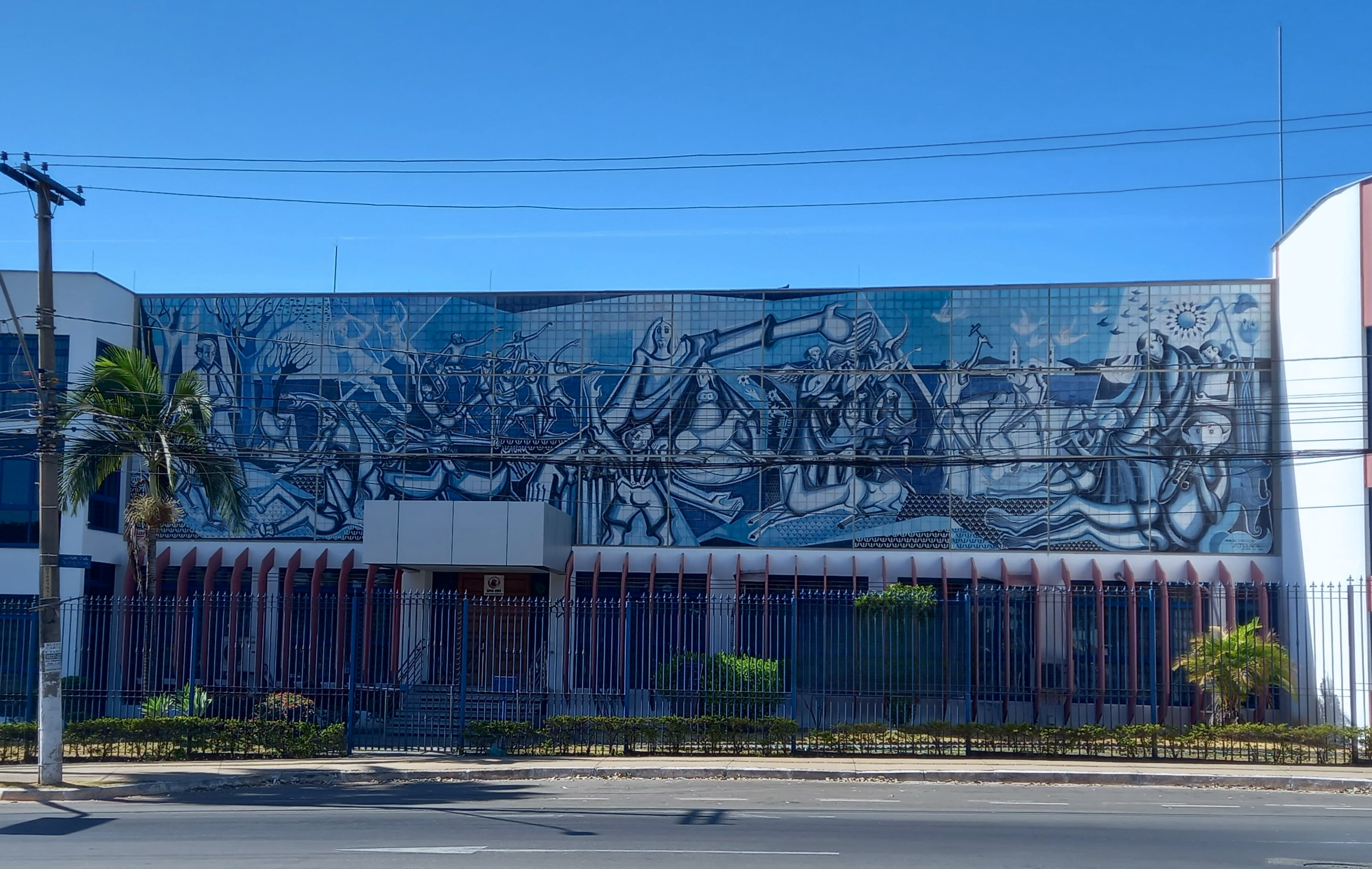
Vida de São João Bosco, mural na fachada do Colégio Maria Auxiliadora (1983), em Goiânia
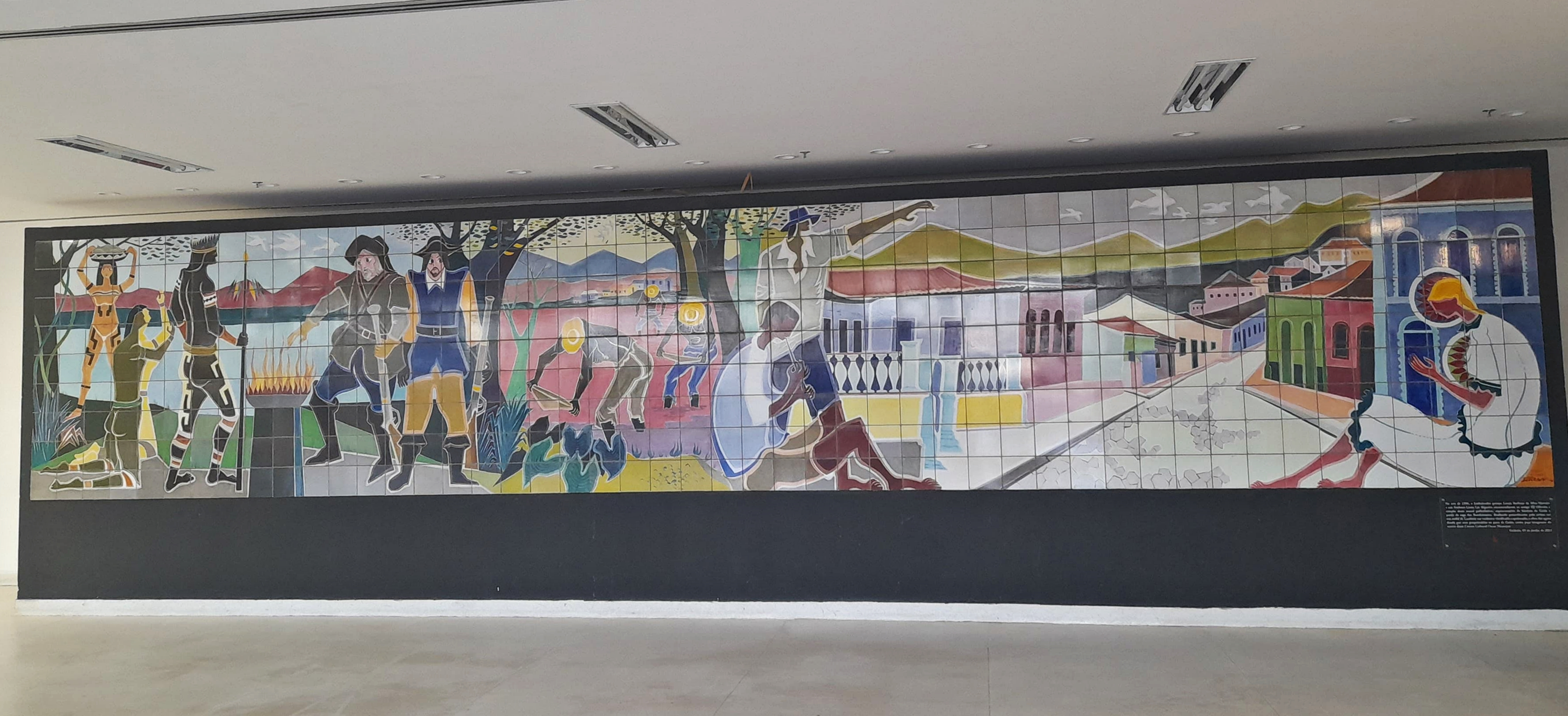
O Anhanguera (1998), originalmente na residência do embaixador Lauro Moreira. Painel doado ao Centro Cultural Oscar Niemeyer em 2012

#### Estado de preservação dos murais e painéis
Ao longo de sua carreira, DJ Oliveira produziu mais de 50 murais e painéis dispostos em locais públicos e privados. Embora as condições dessa produção varie, fontes apontam para problemas na manutenção e preservação das obras, sobretudo, pelo poder público. Parte significativa da produção pública é tombada, mas apresenta desgastes em diferentes níveis, evocando debates acerca da restauração e da preservação do patrimônio cultural.
Em contrapartida, algumas das obras se encontram em excelente estado de preservação, a exemplo do mural Vida de São João Bosco, na fachada do Instituto Maria Auxiliadora, em Goiânia, mantido pela Congregação Salesiana e que se tornou um ícone da Praça do Cruzeiro. No âmbito do setor público, em 2021, a Universidade Federal de Goiás e a Prefeitura de Goiânia realizaram reuniões para discutir a restauração do painel tombado localizado no Campus Colemar Natal e Silva. As iniciativas de restauro e preservação, contudo, carecem de avanços mais significativos.

#### Lista dos principais murais e painéis
- 1957 - Mural em afresco na residência de Omar Carneiro em Goiânia.[5][17]
- 1958 - Mural em afresco e esgrafito em residência na rua 9-A, nº 315 no Setor Aeroporto de Goiânia.[4][17]
- 1958 - Mural em cerâmica esmaltada na Churrascaria Kabanas em Goiânia.[5][17]
- 1964 - Mural em afresco Economia da Amazônia na agência do Banco da Amazônia em Goiânia.[5][17]
- 1965 - Mural em acrílico Auto da compadecida no Ginásio de Esportes da PUC/GO.[9][5][17]
- 1966 - Mural em esgrafito na antiga Pró-Reitoria da UFG, hoje Reitoria de Assuntos da Comunidade Universitária e Restaurante Universitário da UFG em Goiânia.[9][5][17]
- 1967 - Mural em cerâmica vitrificada Amanhacer em Goiás no Clube de Regatas Jaó em Goiânia.[9][17]
- 1967 - Mural em cerâmica vitrificada Paisagem Colonial na residência de Saída e Marcos Roriz em Goiânia.[5][17]
- 1968 - Mural em acrílico O Trabalhador no Clube Ferreira Pacheco em Goiânia.[9][5][17]
- 1968 - Painel em laca nitrocelulose no Palácio Rio Vermelho em Goiânia.[4]
- 1969 - Painel em lápis cera sobre aglomerado na Casa do Brasil na Cidade Universitária em Madrid, Espanha.[4][5]
- 1969 - Painel em acrílico sob aglomerado na Casa do Brasil na Cidade Universitária em Madrid, Espanha.[4][5]
- 1969 - Painel no Museu da Guerra, na cidade de Lídice, Checoslováquia.[10]
- 1972 - Painel em esgrafito na Secretaria de Cultura em Goiânia.[4][5]
- 1974 - Painel em óleo e cera na sede da Telegoiás em Goiânia.[5]
- 1983 - Mural Vida de São João Bosco no Instituto Maria Auxiliadora em Goiânia.[16]
- 1984 - Painel em acrílico na sede do Ministério Público em Goiânia.[4]
- 1986 - Mural em afresco no Palácio da Cultura Teotônio Vilela em Quirinópolis.[5]
- 1987 - Mural em cerâmica vitrificada na OMB Propaganda em Goiânia.[4][17]
- 1989 - Mural em cerâmica vitrificada na sede da Livraria Cultura Goiana em Goiânia.[5][17]
- 1991 - Murais em afresco Via Sacra e Altar Mor na Paróquia Santa Luzia em Matrinchã.[4]
- 1992 - Mural em azulejo esmaltado Dom Quixote de la Mancha e as fiandeiras de Goiás no Edifício DJ Oliveira em Goiânia.[17]
- 1992 - Mural em cerâmica vitrificada na sede da Ordem dos Advogados do Brasil em Goiânia.[9]
- 1993 - Mural em azulejo esmaltado na sede do Conselho Regional de Engenharia, Arquitetura e Agronomia em Goiânia.[5][17]
- 1994 - Painéis em cerâmica vitrificada na Praça das Três Bicas em Luziânia.[9][18]
- 1995 - Mural em azuleijo Teatro no Edifício Pequeno Hans em Goiânia.[17]
- 1996 - Obelisco de três faces em Luziânia.[18]
- 1997 - Mural em cerâmica vitrificada Santo Ivo Ministrando Justiça na OAB/GO em Goiânia.[19][17]
- 1998 - Mural O Anhanguera em cerâmica vitrificada na residência do embaixador Lauro Moreira em Brasília. O mural foi posteriormente doado em 2012 e alocado no Centro Cultural Oscar Niemeyer.[9][20]
- 1999 - Painéis em cerâmica vitrificada na residência do ex-governador de Goiás Marconi Perillo, em Pirenópolis.[4]
- 2001 - Murais em cerâmica vitrificada na sede do Tribunal de Justiça do Estado do Tocantins em Palmas.[4]
- 2002 - Murais Painel das Lutas e Painel das Conquistas em cerâmica vitrificada no Palácio do Governo do Estado do Tocantins em Palmas.[9][21]
- 2005 - Mural em cerâmica vitrificada Os Garimpeiros no Hotel Serra de Goyaz em Goiânia.[17]

## Cronologia de exposições, prêmios, feitos e homenagens
- 1955 - Exposição coletiva do Clube dos Artistas no Theatro Municipal de São Paulo.[4][5]
- 1960 - Prêmio de medalha de ouro na 1ª Anual de Arte do Museu de Arte de Goiás em Goiânia.[5]
- 1961 - Prêmio de medalha de ouro na 2ª Anual de Arte do Museu de Arte de Goiás em Goiânia.[5]
- 1962 - Primeira exposição individual de pinturas em Goiânia.[4][5]
- 1963 - 1º Salão de Artes Plásticas da UFG em Goiânia.[5]
- 1966 - Exposição coletiva Artistas Goianos no MASP em São Paulo.[5]
- 1967 - Lançamento do primeiro álbum de gravuras.[5]
- 1968 - Exposição individual em Goiânia.[4]
- 1969 - Exposição individual na Casa do Brasil em Madrid, Espanha.[4][5]
- 1970 - Exposição inaugural do Museu de Arte de Goiânia.[5]
- 1971 - Exposição individual no Hotel Bandeirantes em Goiânia.[5]
- 1971 - Lançamento de seu segundo álbum de gravuras com o tema Becos de Goiás.[5]
- 1972 - Exposição coletiva Artistas Contemporâneos de Goiás pelo Instituto Goeth e Fundação Cultural de Brasília.[4]
- 1972 - Exposição coletiva na Galeria Porta do Sol em Brasília.[5]
- 1973 - Lançamento do seu terceiro álbum de gravuras com o tema Dom Quixote.[5]
- 1973 - Prêmio de aquisição no Salão Global da Primavera em Brasília.[4][5]
- 1973 - Prêmio de aquisição no V Salão de Arte Moderna em Belo Horizonte.[4][5]
- 1973 - Exposição individual Dom Quixote no Salão Nacional de Brasília.[5][4]
- 1973 - Lançamento do seu quarto álbum de gravuras com o tema Igrejas de Goiás.[5]
- 1974 - Por meio da pré-Bienal de Goiás é classificado para participar da Bienal Internacional de São Paulo.[4]
- 1974 - Participação no 6º Panorama de Arte Atual Brasileira: Desenho e Gravura no MAM em São Paulo.[22]
- 1974 - Exposição individual na LBP Galeria de Arte em Goiânia.[5]
- 1975 - Menção honrosa no 1º Concurso Nacional de Artes Plásticas de Goiás em Goiânia.[5]
- 1975 - Exposição individual na Galeria do Automóvel Clube Paulista em São Paulo.[4][5]
- 1975 - Exposição Noite das Artes no Palácio das Esmeraldas em Goiânia.[5]
- 1976 - Exposição individual no mezanino do Hotel Nacional em Brasília.[5]
- 1976 - Exposição no Escritório de Representação do Governo de Goiás em Brasília.[5]
- 1976 - Exposição no Hotel Bandeirantes.[5]
- 1976 - Participação no 8º Panorama de Arte Atual Brasileira do MAM em São Paulo.[23]
- 1977 - Exposição individual na Casa Grande Galeria de Arte em Goiânia.[5]
- 1977 - Participação em coletiva de artistas goianos nas embaixadas brasileiras de Roma, Milão e Paris.[9]
- 1977 - Prêmio de aquisição do IV Salão Nacional de Goiânia.[4][5]
- 1978 - Prêmio Tiokô da União Brasileira de Escritores da Seção de Goiás na categoria de Artes Plásticas.[24]
- 1978 - Prêmio de aquisição no X Panorâmica de Artes do MAM em São Paulo.[4]
- 1978 - Participação em coletiva de artistas de Goiás na Embaixada do México em Brasília e na Cidade do México.[5]
- 1979 - Lançamento do quinto álbum de gravuras com o tema Vida de São Francisco de Assis.[5]
- 1979 - Exposição coletiva na Casa Grande Galeria de Arte em Goiânia.[5]
- 1979 - Exposição coletiva Galeria do Artesão em Goiânia.[5]
- 1980 - Exposição coletiva na Casagrande Galeria de Arte em Goiânia.[4][5]
- 1980 - Exposição coletiva na Galeria do Jaó em Goiânia.[5]
- 1980 - Exposição na galeria Parnaso em Brasília.[5]
- 1981 - Exposição individual na Casagrande Galeria de Arte em Goiânia.[4][5]
- 1981 - Lançamento do seu sexto álbum de gravuras com o tema As Estações da Via Sacra.[5]
- 1981 - Exposição coletiva Arte de Goiás 19 na Galeria Preste Maia em São Paulo.[5]
- 1982 - Recebe retrospectiva e homenagem DJ Oliveira: 25 anos de pintura em Goiás da PUC/GO no Museu de Arte de Goiânia.[4]
- 1982 - Exposição coletiva na Galeria Casa Grande em Goiânia.[5]
- 1982 - Exposição coletiva na Galeria Bitar em Goiânia.[5]
- 1982 - Exposição coletiva na Galeria Seraphico em Brasília.[5]
- 1983 - Exposição individual de inauguração da MultiArte Galeria em Goiânia.[4]
- 1983 - Exposição coletiva na Performance Galeria de Arte em Brasília.[5]
- 1983 - Recebe homenagem na I Semana Itaú Cultura em Goiânia.
- 1985 - Exposição individual MultiArte Galeria em Goiânia.[5]
- 1985 - Lançamento do seu sétimo álbum de gravuras com o tema Dom Quixote e os Saltimbancos.[5]
- 1986 - Exposição individual na Casa Grande Galeria de Arte em Goiânia.[5]
- 1986 - Exposição coletiva Quatro artistas de Goiânia na Galeria de Arte em Goiânia.[5]
- 1987 - Coletiva na Dam Galeria em São Paulo.[4][5]
- 1987 - Lançamento do oitavo álbum de gravura com tema Vida de São Francisco de Assis.[5]
- 1987 - Exposição individual na Galeria de Arte Contemporânea em Brasília.[5]
- 1988 - Exposição coletiva MultiArte Galeria em Goiânia.[5]
- 1988 - Exposição individual no Espaço Cultural IBM do Brasil em Brasília.[4][5]
- 1988 - Coletiva na Manoel Macedo Galeria em Belo Horizonte.[4]
- 1988 - Recebe homenagem da Fundação Jaime Câmara com a criação da sala DJ Oliveira.[5]
- 1989 - Recebe homenagem com sala especial Sala dos Pioneiros na I Bienal de Artes de Goiás.[4]
- 1989 - Coletiva de artistas de Goiás em Dijon e Paris, França.[4]
- 1989 - Participa de stand da MultiArte Galeria do Lê Mondial d'Art Contemporain em Paris, França.[4][5]
- 1990 - Participa da filmagem Nove Minutos de Eternidade - Vida e Obra de DJ Oliveira de PX Silveira.[1]
- 1990 - Integra o projeto O Artista no Museu no Museu de Arte Contemporânea em Goiânia.[4]
- 1990 - Participa do stand MultiArt Galeria da Barcelona International Art Fair em Barcelona, Espanha.[5][4]
- 1990 - Exposição coletiva na Época Galeria de Arte em Goiânia.[4]
- 1990 - Lançamento do seu nono álbum de gravuras com o tema Dom Quixote e Os personagens do circo.[5]
- 1991 - Exposição individual na Casagrande Galeria de Arte em Goiânia.[4]
- 1991 - Realiza retrospectiva 20 Anos de Gravura na Galeria Jaó em Goiânia.[4]
- 1991 - Participa da coletiva de Exposition d'Art Contemporain Brésilien na Mediathéque Jean Cocteau em Massy, França.[4]
- 1993 - Recebe homenagem no 3º aniversário do espaço cultural do Banco do Brasil pela sua contribuição em favor da cultura e das artes em Goiás.
- 1994 - Exposição individual no Banco Central do Brasil em Brasília.[4]
- 1994 - Exposição dos estudos do mural O Sonho de Dom Bosco no MAG em Goiânia.[4]
- 1994 - Coletiva Pioneiros: Artes Plásticas no MAG em Goiânia.[4]
- 1995 - Coletiva Quatro artistas de Goiânia na Galeria Lê Busier na Embaixada da França em Brasília.[4]
- 1997 - Exposição individual na Fundação Jaime Câmara em Goiânia.[4][5]
- 1997 - Recebe medalha de artes plásticas Lazareno Confaloni do Conselho Estadual de Cultura em Goiânia.
- 1998 - Exposição individual na Santa Fé Galeria de Arte em Goiânia.[5]
- 1999 - Exposição individual no Espaço Cultural da Secretaria do Entorno do GDF em Brasília.[4][5]
- 2000 - Recebe troféu Jaburu do Conselho Estadual de Cultura do Estado de Goiás em Goiânia. [25]
- 2000 - Coletiva Quatro Artistas: Amaury Menezes, DJ Oliveira, Ross e Tai na Época Galeria de Artes em Goiânia.[4][5]
- 2001 - Exposição coletiva Trajetórias e Perfis: A Arte Goiana na Coleção do MAC no MACGO em Goiânia.[1][5]
- 2005 - Recebe homenagem póstuma da Prefeitura Municipal de Luziânia e da Secretaria de Cultura e Desporto pelos serviços prestados à arte e cultura de Luziânia.
- 2006 - Homenagem póstuma na inauguração do Museu de Arte Contemporânea de Goiás, com a nomeação de uma das galerias com seu nome no Centro Cultural Oscar Niemeyer, em Goiânia.[26]
- 2007 - Exposição coletiva Os Paisagistas na Faculdade Alfa em Goiânia.[27]
- 2007 - Mostra Goyazes na Construtora Borges Landeiro em Goiânia.[5]
- 2007 - Recebe reverência à sua memória em evento organizado pelo Sitema FIEG em Goiânia.
- 2009 a 2010 - Exposição Modernismo em Goiás e ocupação no MACGO em Goiânia.[5]
- 2011 - Tributo a DJ Oliveira realizado no MAG em Goiânia.[28]
- 2011 - Tributo a DJ Oliveira no Sarau 80 anos OAB-GO da Conferência Estadual dos Advogados em Goiânia.[19]
- 2012 - Exposição A arte e os Ofícios de DJ Oliveira no MACGO em Goiânia.[5]
- 2022 - Exposição coletiva Raio-que-o-parta: ficções do moderno no Brasil no SESC 24 de Maio em São Paulo.[29]
- 2025 - Exposição coletiva A primeira coleção histórica do MAG no MAG em Goiânia.[30]